# جامع الزهراء الكبير
جامع الزهراء الكبير أو يسمى جامع ذي النورين، وهو من مساجد محافظة نينوى الكبيرة والحديثة، ويقع هذا المسجد على الطريق المؤدي إلى مدينة عقرة، ولقد بناه وأنشأه الحاج أحمد عبد الله الخفاف، وتبلغ مساحة الجامع 3000 متر مربع، وفيه مصلى واسع يتسع لأكثر من 1000 مصل، وتقام فيه صلاة الجمعة وصلاة العيدين والصلوات الخمس، ولقد اكتمل بناؤه عام 1989، ويقع في حي الزهراء في مدينة الموصل في العراق.